# Пардильо
Пардильо (порт. Pardilhó)  —  район (фрегезия) в Португалии,  входит в округ Авейру. Является составной частью муниципалитета Эштаррежа. Находится в составе крупной городской агломерации Большое Авейру. По старому административному делению входил в провинцию Бейра-Литорал. Входит в экономико-статистический субрегион Байшу-Воуга, который входит в Центральный регион. Население составляет 4175 человек. Занимает площадь 15,87 км².
Покровителем района считается апостол Пётр.